# Rețeaua rutieră din România

Rețeaua rutieră a României (25 octombrie 2007)

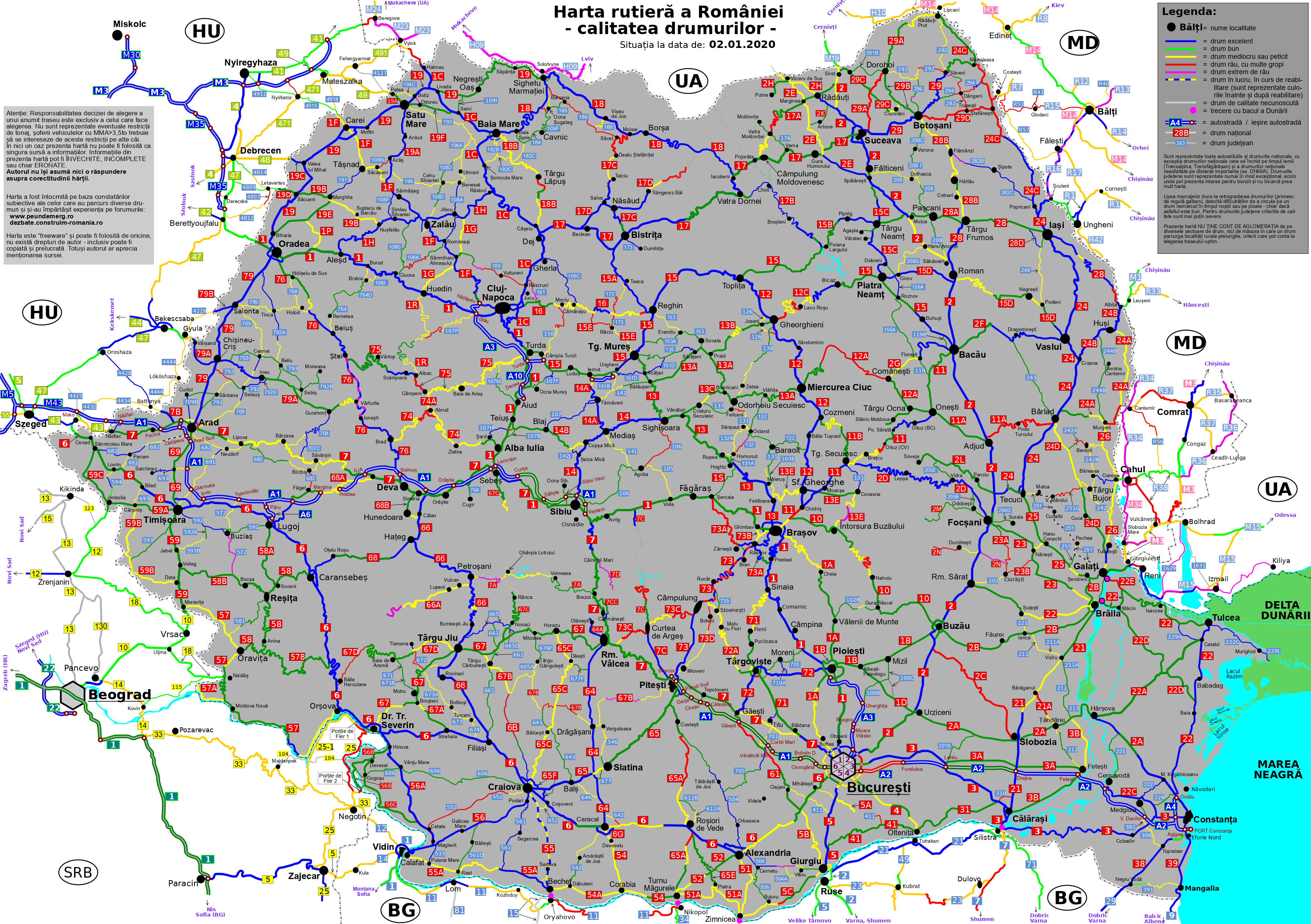
Calitatea drumurilor rutiere din Romania (2020)

Drumurile de interes național aparțin proprietății publice a statului și cuprind drumurile naționale care asigură legătura capitalei țării cu orașele reședințe ale județelor, legăturile între acestea, precum și cu țările vecine, și pot fi: autostrăzi; drumuri expres; drumuri naționale europene (E); drumuri naționale principale și drumuri naționale secundare.
Autostrăzi și drumurile naționale în România sunt administrate de către Compania Națională de Administrare a Infrastructurii Rutiere prin Direcțiile Regionale de Drumuri și Poduri (DRDP) ce au în subordine un număr total de 44 Secții de Drumuri Naționale (SDN), acestea fiind organizate la rândul lor în 316 districte de drumuri care administrează sectoare de drumuri în lungime medie de 50 km.

## Statistici
Cele șapte Direcții Regionale de Drumuri și Poduri sunt: Iași, București, Cluj, Timișoara, Craiova, Brașov și Constanța. 

## Autostrăzi
Definite cu A, urmat de un număr. Din 28 iulie 2022, România avea aproximativ 981 km de autostradă.

Autostrăzi propuse în România (17 noiembrie 2010)

Starea autostrăzilor în România (februarie 2022)

### Tarife de utilizare
Pentru autostrăzile și drumurile naționale din România, dreptul de circulație se plătește în orice subunitate CNADNR, la Poșta Română sau în mai multe benzinării și firme distribuitoare.
Sumele provenite din despagubiri se fac venituri extra bugetare ale Companiei Naționale de Autostrăzi și Drumuri Naționale din România (CNADNR) și reprezintă o sumă egală cu tariful pe un an, în funcție de tipul vehiculului folosit fără a deține rovinieta valabilă.
Amenzile vor fi între 250 lei și 500 de lei pentru autoturisme, între 750 lei și 1.200 lei pentru vehiculele cu masa maximă de 3,5 tone și poate merge până la 4.500 de lei pentru camioanele cu masa de minim 12 tone și patru axe.

## Drumuri europene
În România unele din drumurile naționale fac parte din Drumurile Europene. Drumurile Europene care trec prin România sunt: E58; E60; E68; E70; E79; E81; E85; E87 (Clasa A); E574; E576; E577; E578; E581; E583; E584; E671; E673; E675; E771 (clasa B).
În anul 1985 media zilnică anuală a autovehiculelor care circulau pe drumurile naționale era de 2.421, iar în anul 2010 numărul acestora s-a dublat la 4.957. Prognozele arată că până în anul 2025 numărul autovehiculelor care se vor deplasa pe drumurile României ar putea crește până la 8.974.
În anul 2010 înregistrarea circulației pe rețeaua de drumuri publice s-a realizat prin 943 de posturi de înregistrare pe drumurile naționale, 2.202 pe drumurile județene și 184 pe drumurile comunale.

## Drumuri naționale
Șapte Drumuri Naționale cu un număr care pornesc din București într-o distribuție radială. Totuși, datorită poziției Bucureștiului în partea de Sud-Est a țării, sistemul de numerotare al drumurilor nu este reprezentativ după importanța acestora.